# 青木小夜子
青木 小夜子（あおき さよこ、12月12日 - ）は、日本のラジオパーソナリティ。

## 略歴・人物
大阪府出身。日本大学芸術学部卒業。
大学卒業後にTBSラジオCM部にてアルバイトを行った。可愛い一休さんの登場する「ハナマルキ味噌」のテレビCMですっかりお馴染みとなり、「ハナマルキのお姉さん」の異名を取る。
1967年4月、TBSラジオ「魅惑のリズム」（月～金深夜0:00～）で単独パーソナリティを務める。
1969年12月、エフエム愛知開局と同時にスタートした「FMバラエティ」を担当。親しみやすいハートフルなトークで多くの人に感動を与えた。エフエム愛知での放送は途中で終了したが、1989年4月から1年間、この番組の1コーナー「小夜子の部屋」を「小夜子発to You」として名古屋の同局で制作した。番組の内容は、「あなたの季節風」という名前で単行本としてまとめられた。
現在はシャンソン歌手として活躍している。

## 出演番組

### ラジオ
- 魅惑のリズム（TBSラジオ）
- キューピー おはようミュージック(エフエム東京)
- ステレオ歌謡バラエティ(エフエム東京)
- FMバラエティ（エフエム愛知）
- K-MIX LOVERY NIGHT（K-MIX）

## 著書
- 『あなたの季節風 : FMバラエティ』婦人生活社、1982年1月25日。ISBN 4574700122。
- 『あなたの季節風 : FMバラエティ part 2』婦人生活社、1985年4月20日。ISBN 457470053X。
- ハート型のフロッピー（婦人生活社 ISBN 457470070X）